# نيدا خان
نيدا خان ناشطة بارزة في مجال حقوق المرأة في الهند. بعد تجربتها مع الطلاق الثلاثي، تم تشجيعها على النضال من أجل حقوق المرأة المسلمة. صدرت فتوى من المفتي الشهير الإمام خورشيد علم تدعو إلى مقاطعة نيدا خان للتحريض ضد الممارسات الإسلامية.
تزوجت نيدا خان في 18 فبراير 2015، وبعد ذلك تم الضغط عليها من أجل المهر. وأثناء امتحانها للماجيستير قام زوجها بسحبها من مركز الامتحانات- حيث حصلت على لقب «مالالا الهندي». وضربها على نحو قاصي حتى تم إجهاضها، وأطلقت على زوجها السابق «قاتل» طفلها. طلقها زوجها طلاق فوري وطردها من المنزل في 17 يوليو/تموز 2015. هددها زوجها السابق في مايو/أيار 2016 بعد ان تقدم شخص اخر للزواج منها، قررت خان إحالة الأمر إلى الشرطة. ورفضت الشرطة تسجيل شكواها ولم تفعل ذلك إلا بعد صدور أمر من المحكمة. وقد بدأت الآن جمعية مساعدة «علاء حضرت» غير الربحية، والتي تساعد النساء المسلمات على التعامل مع قضايا الطلاق الثلاثي، والعنف المنزلي، وتعدد الزوجات، والممارسات الثقافية الأخرى.

## الحرمان الديني
فصل المفتي شهار امام خورشيد علم خان من الإسلام بسبب حديثه ضد أحد الممارسات ويجادل بانها مسموح بها في القران. وأعلن: «لن يتم تقديم أيّ أدوية لها إذا تعرضت للمرض. وإذا ماتت فلا يسمح لأحد بتقديم»ناماز «على» زاراجا«موكب الجنازة.لا يمكن دفنها في مقبرة الكبرستان بعد وفاتها...إن نيدا تريد تعديلا في الشريعة بينما ك الله قد سن قوانين إسلامية. كما أن نيدا كانت تدلي بتصريحات ضد القرآن والحديث، فهي تُطرد من الإسلام».
ردت خان وقالت: «لا أحد يستطيع أن ينبذ نفسي من الإسلام. ولكن الله وحده هو الذي يستطيع أن يقرر من هو المذنب». تتمتع خان بدعم العديد من النساء ويحميها مسلحان.